# امبل، اسرائیل
امبل، اسرائیل (به فرانسوی: Ambel, Isère) یک کمون در فرانسه است که در Canton of Corps واقع شده‌است.

## خصوصیات
امبل ۵ کیلومترمربع مساحت و ۲۵ نفر جمعیت دارد.